# Хакман, Вильгельм
Вильгельм Хакман (Гакман) (фин. Wilhelm Hackman; 1842, Выборг, Великое княжество Финляндское, Российская империя — 1925, Выборг, Финляндия) — финский предприниматель немецкого происхождения, председатель выборгского городского правления, президент ассоциации лесопильных предприятий Финляндии, государственный советник, меценат.
Был широко известен своей благотворительной и общественной деятельностью.

## Биография

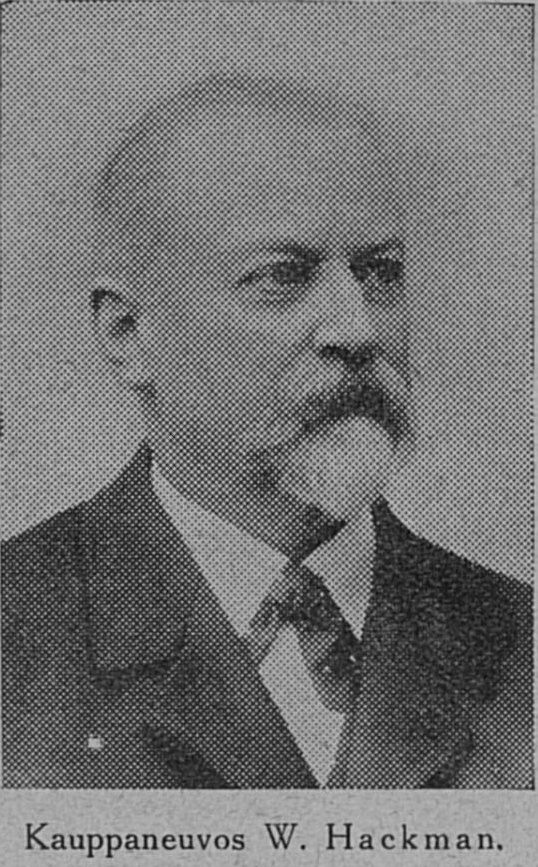
Вильгельм Хакман в 1900-е

Родился 5 июля 1842 года в семье финского предпринимателя в Выборге Юхана Фредрика Хакмана-младшего и Джули Софи Яниш — дочери врача Н. А. Яниша. Один из тринадцати детей в семье (имел 6 сестёр и 6 братьев). Был представителем выборгской ветви рода Хакманов, переселившейся в Выборг в 1777 году из Бремена.
Вильгельм Хакман закончил Бёмскую школу в Выборге, после чего в 1859 году отправился в Штутгарт, где получил образование в Штутгартской высшей технической школе в области химии, а также прошёл обучение по специальности инженера.

### Карьера и общественная деятельность
Начиная с 1863 года Вильгельм Хакман работал в компании Hackman & Co — семейном бизнесе Хакманов. «Хакман и Ко» являлась оптовой компанией с широким кругом деловых интересов. Вильгельму первоначально вверялась внутренняя торговля на территории Российской империи, а также деловая переписка с клиентами и государственными учреждениями. С 1866 года Вильгельм Хакман являлся акционером компании, а после смерти своего отца в 1879 году возглавил её.

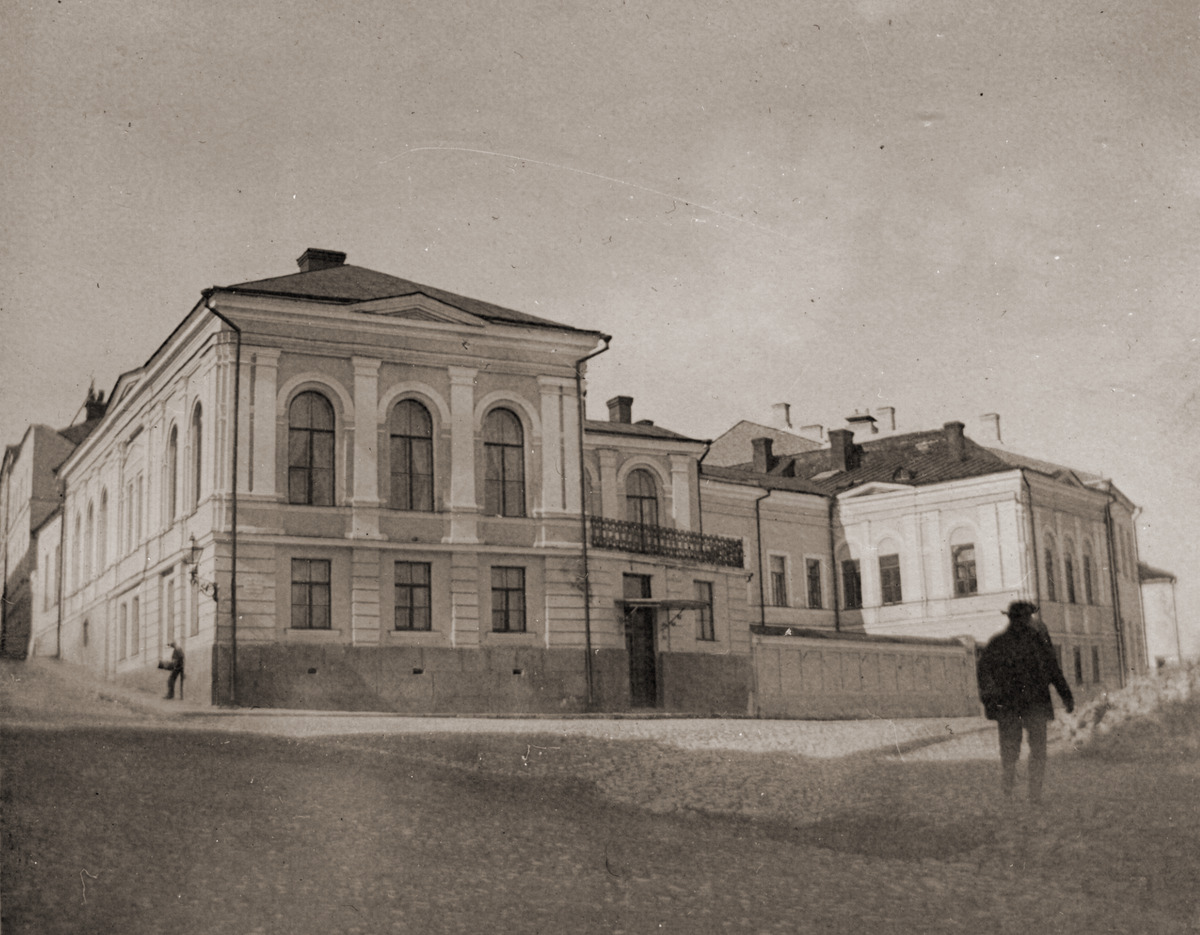
Прежний особняк Хакманов
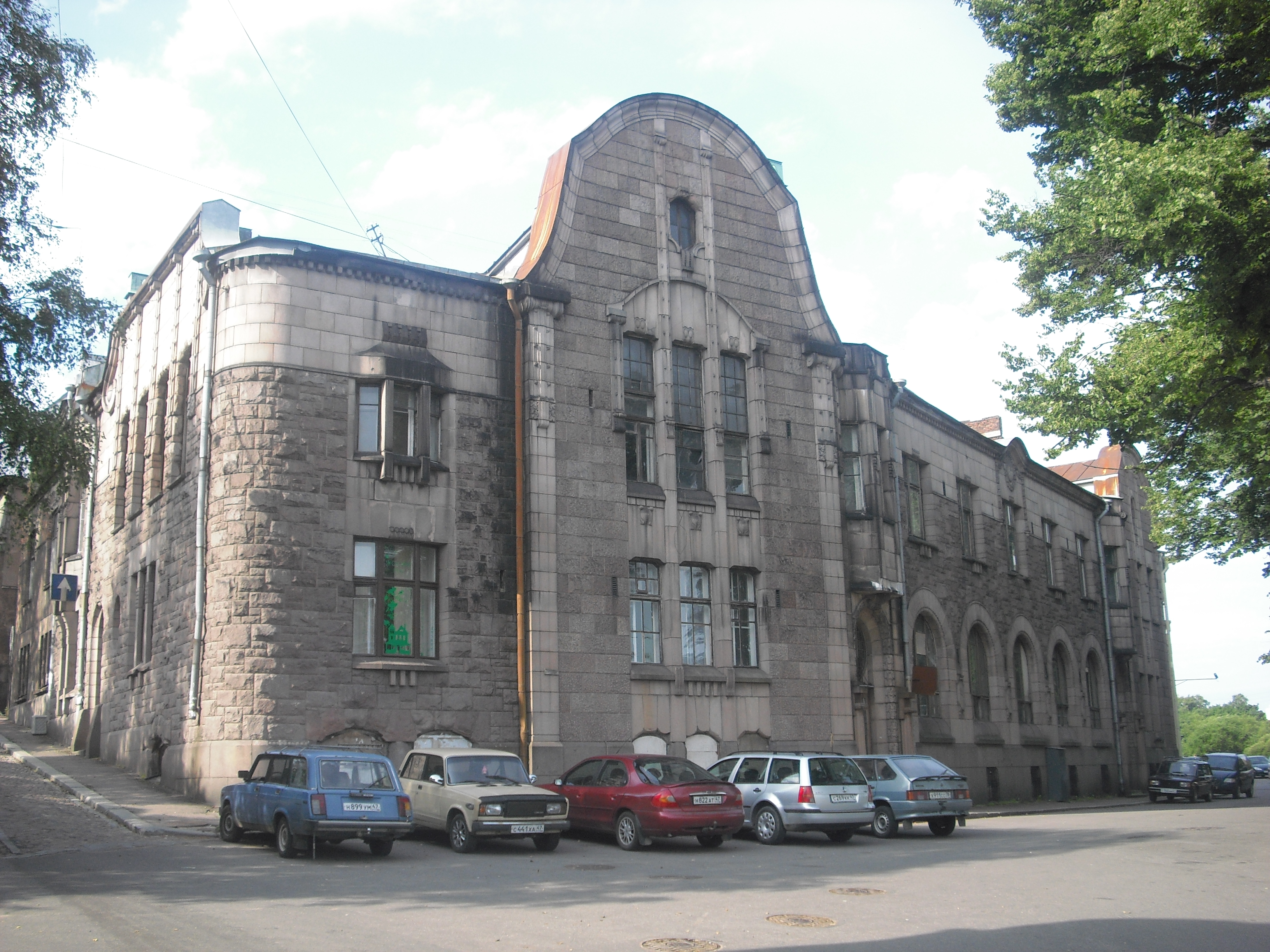
Новый особняк Хакманов «Гранитный дворец»
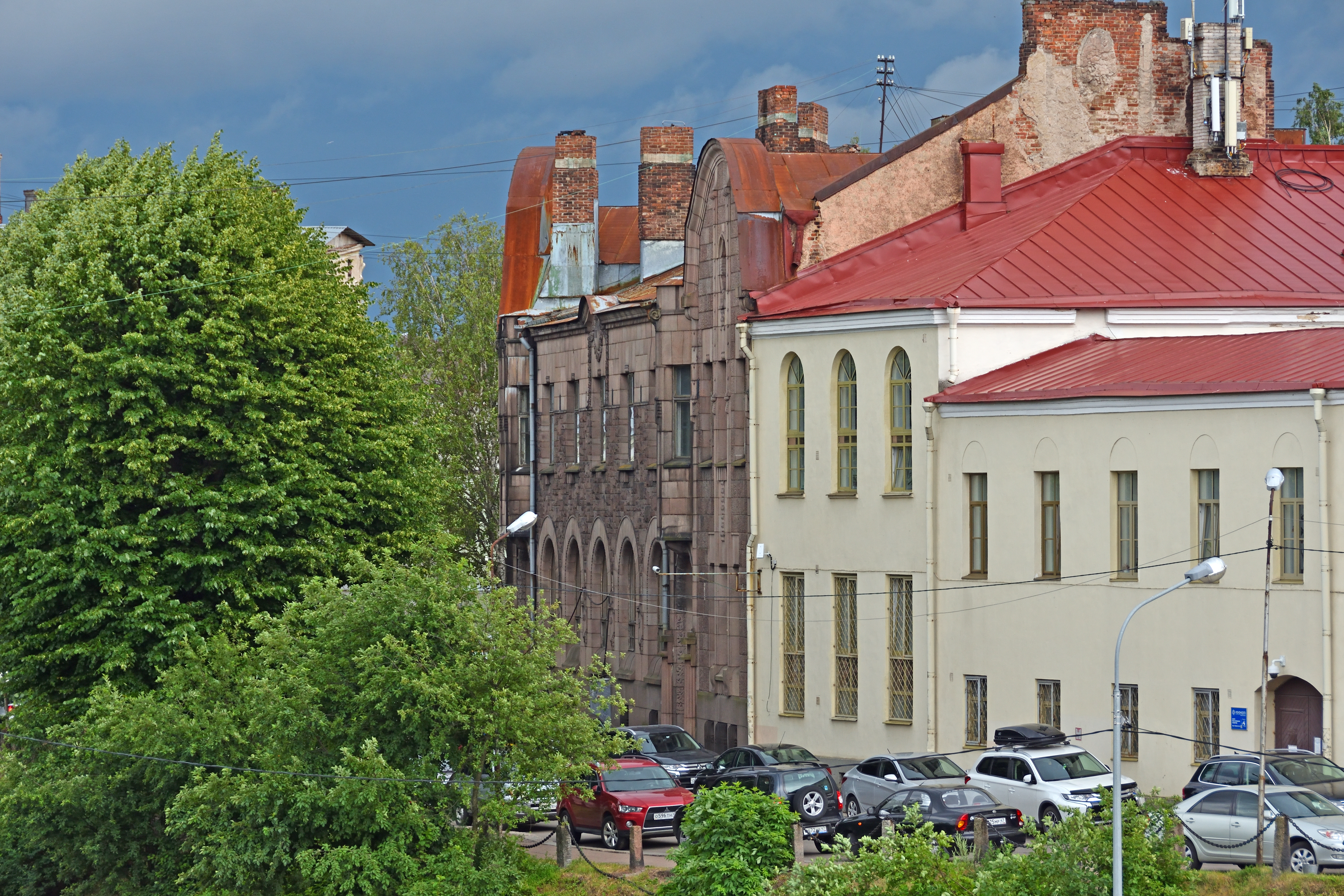
Вид на особняк Хакманов со стороны Замкового острова
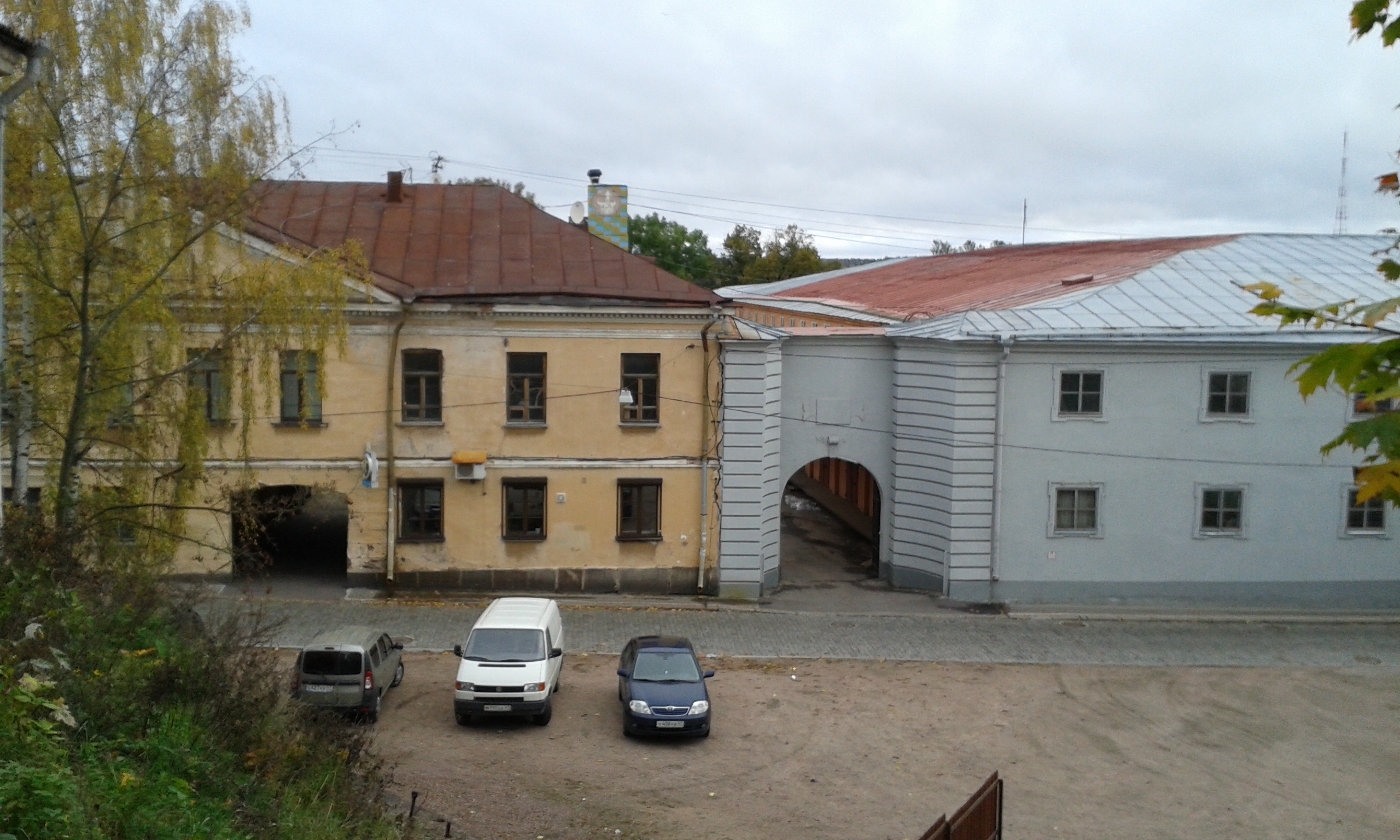
Склады компании Хакман и Ко в старом городе г. Выборг

Под его управлением компания Hackman & Co продолжила своё развитие. Так, в 1891 году под руководством Вильгельма Хакмана был значительно расширен бизнес по производству ножей — открыто новое крупное производство в Сорсакоски, существующее и в настоящее время[когда?]

. Компания, прежде поставлявшая боевые ножи для царской армии Российской империи, после обретения Финляндией независимости, начиная с 1919 года, перешла на поставку боевых ножей финской армии.
Принимал активное участие в общественной деятельности. Так, для рабочих по его инициативе открывали читальные залы. Первый читальный зал был открыт в усадьбе Хакмана по Скотоворотной улице (ныне Прогонная). Затем в 1893 году открылся читальный зал в усадьбе Галена, располагавшейся на ул. Фредринсгатан. В 1905 году был открыт читальный зал в районе площади Красного колодца. Содержал народные школы и больницы для рабочих и членов их семей, а также ввёл практику страхования работников от несчастных случаев.
Содержал детские сады в пригородах Выборга (Kolikkoinmaku, Tiilisukki и Hiekka). Являлся членом правления, а также секретарем рабочего союза, предоставлявшего работу бедным женщинам в сфере пошива детской одежды.
В 1877 году выступил инициатором установки памятника поэту Юхану Людвигу Рунебергу, скончавшемуся 6 мая того же года.
Являлся инициатором установки памятника императору в Гельсингфорсе после убийства Александра II в марте 1881 г. В 1884 г. скульптор Юхан Таканен (автор скульптуры Вяйнямяйнена в Монрепо) при финансовой поддержке Хакмана выиграл конкурс на разработку памятника, но скончался в 1885 г., находясь в Риме, поэтому его работу был вынужден завершать Вальтер Рунеберг.
Со времен учёбы в институте проявлял интерес к исследованиям в области химии. Начиная с 1888 г. состоял в переписке и финансировал исследования химика Густава Комппа в области электрохимии.
В 1880-е годы выплачивал стипендию певице Альме Фострём. В 1898 г. жертвовал на обучение певицы Эрны Грэсбек в Берлине и обучение композитора Карла Хирна. Выплачивал ежемесячное жалованье актёру театра и кино Ялмари Ринне.
В 1898 году оказывал финансовую поддержку высшей школе в Кюммене и Обществу спасения жизней. На верфях его фирмы был построен спасательный корабль. Осуществлял финансирование исследовательских и научных работ. Дважды финансировал экспедиции Финского исторического общества: в 1886 году — на Кольский полуостров (в ней принимал непосредственное участие его племянник Виктор Аксель Хакман), а в 1889 г. — на Енисей.
На долговременный кредит, полученный у Хакмана в 1901 году, Ян Сибелиус отправился в Италию, с целью сочинения Второй симфонии.

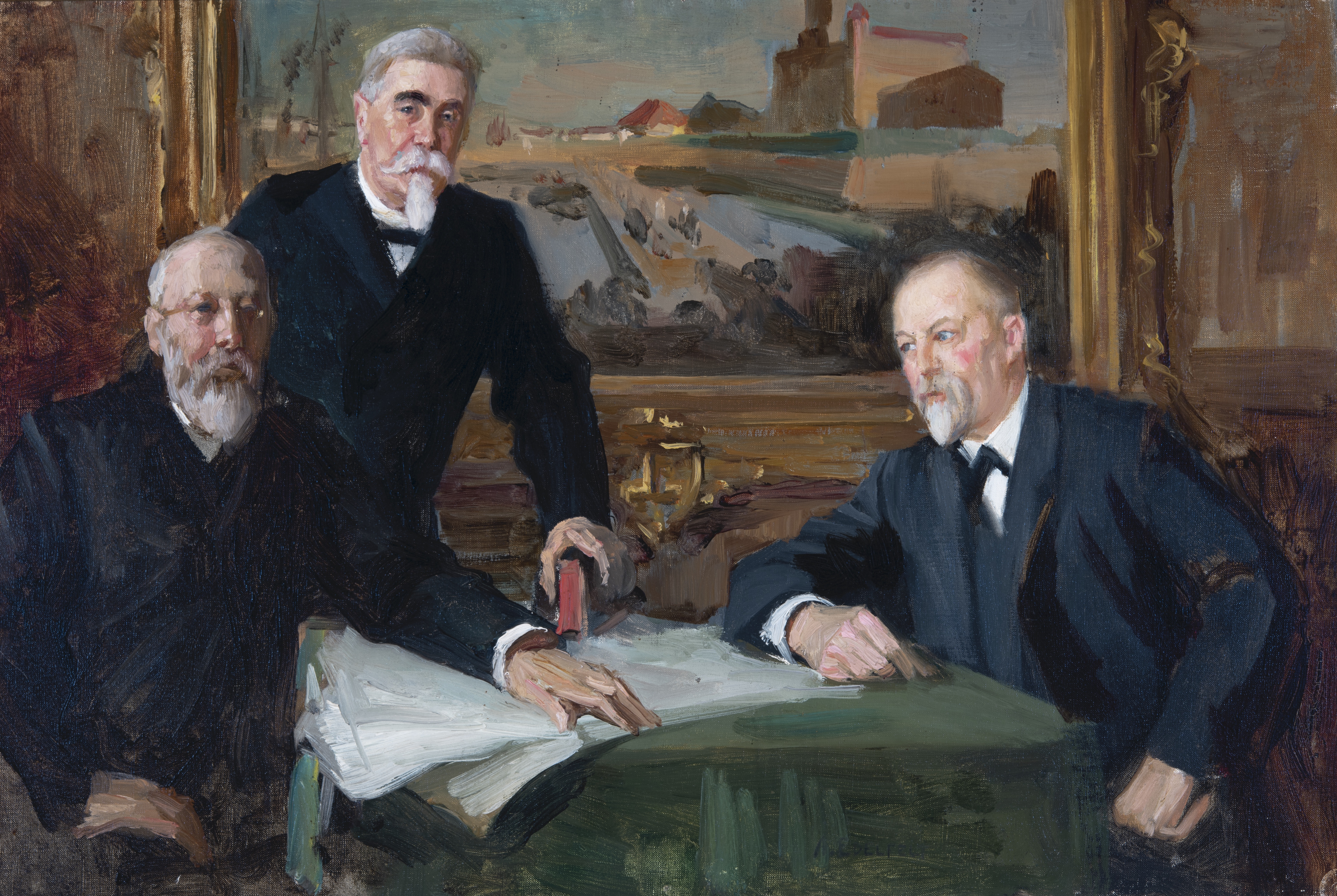
Выборгские предприниматели Виктор Говинг (Ховинг), Карл Клоуберг и Вильгельм Хакман

В ходе событий Выборгской резни, Хакман вместе с выборгским предпринимателем Федором Ивановичем Сергеевым и другими влиятельными горожанами предпринимал попытки к освобождению русских, пленённых белофиннами, поручаясь за освобождаемых как за лиц, не принимавших участия в гражданской войне в Финляндии.
«Среди приведенных в выборгскую финскую народную школу арестованных были и русские, которые спаслись. После того как купцы Сергеев и Хакман уверили, что знают их как полностью надежных людей, по словам егеря капитана Хейнриха, почти все были отпущены».
Из дневника Анны Форстен (Анна Матильда Бернардина Фостен (1846—1926) — дочь пастора собора Петра и Павла в Выборге):
«Вид города имеет то же лицо, что и при Красном терроре, но тогда стояли жёны пленных Белых у ворот казарм, так же как сейчас жёны Красных пленных. Через час пришла масса новых пленных, не знаю откуда. В городе было 15 тысяч интернированных. Ежедневно выносились смертные приговоры, приводившиеся в исполнение на валах или во дворе казарм. Но мы не слышали выстрелов и не видели экзекуций.
Все глубоко опечалены той быстротой, с которой людей отправляли в вечность. Среди них много невинных. Вчера коммерции советник Хакман и барон Николаи выступили с воззванием в защиту гуманности. Самое печальное было то, что русские офицеры — наши друзья и сторонники белых — пошли той же дорогой смерти» 

### Семья
В июне 1867 г. 24-летний Вильгельм Хакман женился на 17-летней Алисе Томпсон. Отец Алисы Алексис Томпсон — консул Англии, мать Алисы Мария — представительница одного из древнейших выборгских дворянских родов Теслев (нем. Thesleff). В 1868 г. у пары родилась мертворожденная двойня. В 1869 году на свет появилась дочь, которой дали имя Анна. Всего же в период с 1869 по 1879 у четы Хакманов родилось 10 детей — 5 дочерей и 5 сыновей.

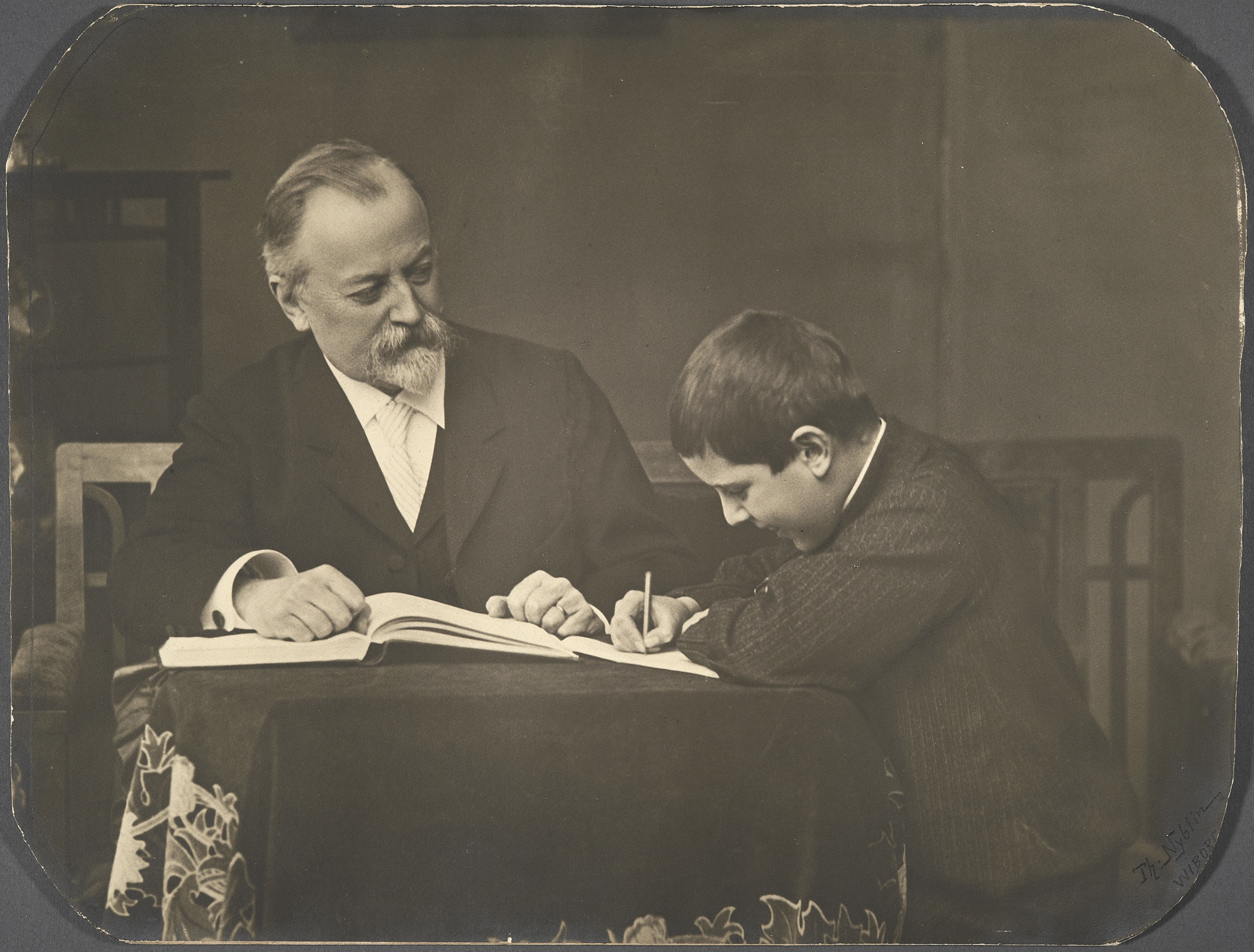
Вильгельм Хакман с внуком Берндтом Р. Фростерусом

Брак Вильгельма и Алисы Хакман продлился 58 лет, вплоть до самой смерти Вильгельма в 1925 году. В июне 1917 года, по случаю 50-летия брака, Хакманы удостоились поздравительной телеграммы за подписью императора Николая II, отрекшегося к тому моменту от престола.

### Смерть и захоронение
Вильгельм Хакман скончался 21 января 1925 года и был похоронен с почестями. Отпевание проходило в соборе святых Петра и Павла главой немецкой общины А. Вегнером, с прощальным словом выступил министр торговли, пела Фрида Сергеефф и хор «Выборгские песенные братья». Траурная процессия проследовала от собора на Сорвальское кладбище. Кроме того, в том же 1925 году скончался и старший сын Вильгельма Йохан Фредрик Алексис (Johan Fredrik Alexis).
К тому времени представители уже трёх поколений Хакманов были захоронены в Выборге, в связи с чем, семьей было принято решение о строительстве капеллы-усыпальницы рода Хакманов. Подготовка проекта усыпальницы была поручена молодому архитектору Тому Теслеффу. Том Виллиам Теслефф (Thom William Thesleff) приходится праправнуком Йохана Фредрика Хакмана старшего. Мать архитектора, Алиса Хелена Эмилия (Alice Helena Emilia) — была дочерью Вильгельма и Алисы Хакман. Отец, Теодор Теслефф (Theodor Thesleff) являвшийся внуком генерала Александра Петровича Теслева (Alexander Amatus Thesleff), работал председателем Выборгского комитета по здравоохранению, городским врачом (1883—1899) и врачом Выборгского общества сестёр милосердия, также учрежденного Хакманами.

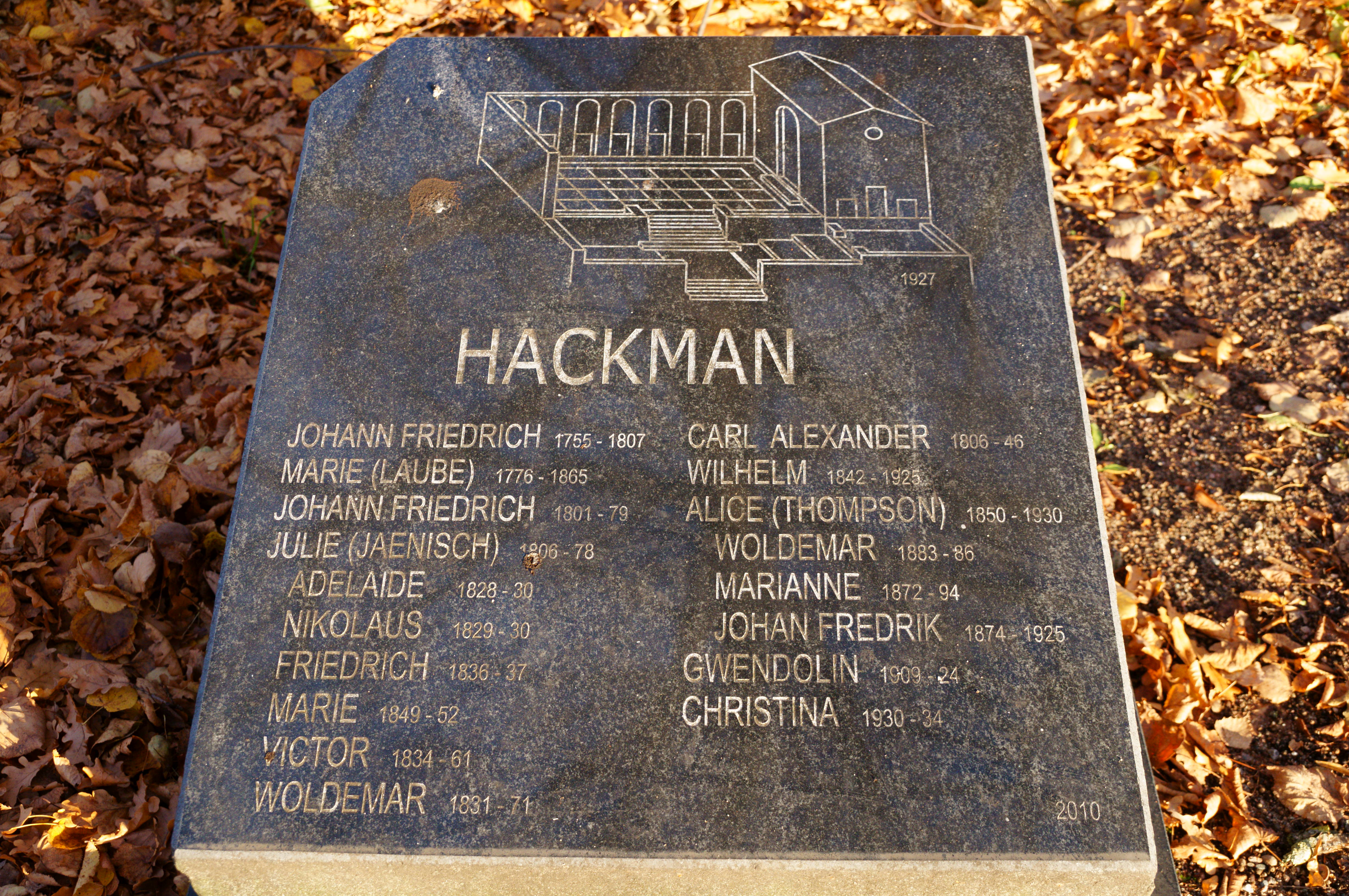
Памятный камень на кладбище Сорвали, Выборг

В послевоенные годы кладбище в целом и семейная усыпальница Хакманов в частности постепенно разорялись. Пострадали кровля и стены сооружения, но уцелело основание каменной стены и основание часовни. Некоторые надгробные камни, закреплённые в нишах стен, сохранялись на своем месте вплоть до 1980-х годов. Окончательное разрушение усыпальницы пришлось на 2000-е годы.
В период 2007—2010 гг. в рамках совместного российско-финского проекта «Мемориальный парк Сорвали — наше общее культурное наследие», на месте существовавшей ранее часовни, уничтоженной во время войны, был установлен памятный надгробный камень с именами погребенных в Выборге представителей рода, включая и Вильгельма Хакмана. На гранитной плите выбиты восемнадцать имён, представителей шести поколений семьи. На церемонии открытия памятника присутствовали пятеро представителей фамилии во главе с Карлом Фредериком Санделином.